# 전관
전관(全寬, 1944년 12월 17일 ~ )은 육군 소장 예편한 대한민국의 정당인이다.

## 생애
그는 2007년 대한민국 제17대 대통령 선거에 기호 9번으로 출마하였다.
2007년 대선 출마 당시 새시대참사람연합 소속으로 출마하여, 당시 대선 포스터는 지키자, 대한민국!이라는 로고를 새겨넣고 철모와 함께 있는 모습이었다. 보병 제9사단장 및 학생중앙군사학교장을 지낸뒤 소장으로 예편하였다.

## 학력
- 육군사관학교 문학사
- 육군보병학교 졸업
- 육군기갑학교 졸업
- 국방대학교 행정학사 졸업
- 중앙대학교 사회개발대학원 행정학 석사

## 역대 선거 결과
| 실시년도 | 선거  | 대수 | 직책   | 선거구   | 정당             | 득표수  | 득표율         | 순위 | 당락 | 비고 |
| -------- | ----- | ---- | ------ | -------- | ---------------- | ------- | -------------- | ---- | ---- | ---- |
| 2007년   | 대선  | 17대 | 대통령 | 대한민국 | 새시대참사람연합 | 7,161표 | \| \| 0.03% \| | 10위 | 낙선 |      |
|          | 0.03% |      |        |          |                  |         |                |      |      |      |